# Chennai Open Challenger 2025 - Doppio
Il doppio del torneo di tennis professionistico Chennai Open Challenger 2025, facente parte della categoria Challenger 100 nell'ambito dell'ATP Challenger Tour 2025, si è giocato dal 3 al 9 febbraio a Chennai, in India. Saketh Myneni e Ramkumar Ramanathan erano i detentori del titolo ma sono stati sconfitti in finale da Shintarō Mochizuki e Kaito Uesugi che hanno vinto il titolo con il punteggio di 6–4, 6–4.

## Teste di serie
1. Ray Ho /  Matthew Romios (semifinale)
2. Jeevan Nedunchezhiyan /  Vijay Sundar Prashanth (semifinale)

1. Saketh Myneni /  Ramkumar Ramanathan (finale)
2. Francis Casey Alcantara /  Pruchya Isaro (quarti di finale)

## Wildcard
1. Chirag Duhan /  Dev Javia (primo turno)

1. Sai Karteek Reddy Ganta /  Vishnu Vardhan (primo turno)

## Alternate
1. Egor Agafonov /  Evgenii Tiurnev (quarti di finale)
2. Luca Castelnuovo /  Eric Vanshelboim (primo turno)

1. Timofej Skatov /  Alexey Zakharov (primo turno)

## Ranking protetto
1. Siddhant Banthia /  Parikshit Somani (quarti di finale)

1. Kimmer Coppejans /  Ergi Kırkın (primo turno)

## Tabellone

### Legenda
| - Q = Qualificato - WC = Wild card - LL = Lucky loser | - ALT = Alternate - SE = Special Exempt - PR = Protected Ranking | - w/o = Walkover - r = Ritirato - d = Squalificato |

|  | Primo turno | Primo turno                    | Primo turno                    | Primo turno | Primo turno |  |  | Quarti di finale | Quarti di finale              | Quarti di finale              | Quarti di finale              | Quarti di finale      |   |     | Semifinali | Semifinali                        | Semifinali                        | Semifinali                      | Semifinali                      |   |   | Finale | Finale | Finale | Finale | Finale |  |
|  |             |                                |                                |             |             |  |  |                  |                               |                               |                               |                       |   |     |            |                                   |                                   |                                 |                                 |   |   |        |        |        |        |        |  |
|  | 1           | R Ho M Romios                  | R Ho M Romios                  | 6           | 6           |  |  |                  |                               |                               |                               |                       |   |     |            |                                   |                                   |                                 |                                 |   |   |        |        |        |        |        |  |
|  |             | A Galarneau K Stevenson        | A Galarneau K Stevenson        | 2           | 1           |  |  | 1                | R Ho M Romios                 | R Ho M Romios                 | 7                             | 7                     |   |     |            |                                   |                                   |                                 |                                 |   |   |        |        |        |        |        |  |
|  | PR          | S Banthia P Somani             | 6                              | 3           | [10]        |  |  | PR               | S Banthia P Somani            | S Banthia P Somani            | 63                            | 63                    |   |     |            |                                   |                                   |                                 |                                 |   |   |        |        |        |        |        |  |
|  | WC          | SKR Ganta V Vardhan            | 3                              | 6           | [7]         |  |  |                  |                               |                               |                               |                       |   |     | 1          | R Ho M Romios                     | R Ho M Romios                     | 65                              | 68                              |   |   |        |        |        |        |        |  |
|  | 3           | S Myneni R Ramanathan          | S Myneni R Ramanathan          | 6           | 6           |  |  |                  |                               | 3                             | S Myneni R Ramanathan         | S Myneni R Ramanathan | 7 | 710 |            |                                   |                                   |                                 |                                 |   |   |        |        |        |        |        |  |
|  | PR          | K Coppejans E Kırkın           | K Coppejans E Kırkın           | 3           | 1           |  |  | 3                | S Myneni R Ramanathan         | S Myneni R Ramanathan         | 6                             | 6                     |   |     |            |                                   |                                   |                                 |                                 |   |   |        |        |        |        |        |  |
|  | Alt         | E Agafonov E Tiurnev           | 710                            | 4           | [10]        |  |  | Alt              | E Agafonov E Tiurnev          | E Agafonov E Tiurnev          | 3                             | 4                     |   |     |            |                                   |                                   |                                 |                                 |   |   |        |        |        |        |        |  |
|  |             | M Geerts B Harris              | 68                             | 6           | [5]         |  |  |                  |                               |                               |                               |                       |   |     | 3          | Saketh Myneni Ramkumar Ramanathan | Saketh Myneni Ramkumar Ramanathan | 4                               | 4                               |   |   |        |        |        |        |        |  |
|  |             | S Mochizuki K Uesugi           | S Mochizuki K Uesugi           | 6           | 6           |  |  |                  |                               |                               |                               |                       |   |     |            |                                   |                                   | Shintarō Mochizuki Kaito Uesugi | Shintarō Mochizuki Kaito Uesugi | 6 | 6 |        |        |        |        |        |  |
|  | Alt         | L Castelnuovo E Vanshelboim    | L Castelnuovo E Vanshelboim    | 4           | 0           |  |  |                  | S Mochizuki K Uesugi          | S Mochizuki K Uesugi          | 7                             | 6                     |   |     |            |                                   |                                   |                                 |                                 |   |   |        |        |        |        |        |  |
|  | Alt         | T Skatov A Zakharov            | 3                              | 6           | [7]         |  |  | 4                | FC Alcantara P Isaro          | FC Alcantara P Isaro          | 5                             | 4                     |   |     |            |                                   |                                   |                                 |                                 |   |   |        |        |        |        |        |  |
|  | 4           | FC Alcantara P Isaro           | 6                              | 4           | [10]        |  |  |                  |                               |                               |                               |                       |   |     |            | S Mochizuki K Uesugi              | 4                                 | 6                               | [10]                            |   |   |        |        |        |        |        |  |
|  |             | C Denolly S Gueymard Wayenburg | C Denolly S Gueymard Wayenburg | 3           | 67          |  |  |                  |                               | 2                             | J Nedunchezhiyan VS Prashanth | 6                     | 4 | [6] |            |                                   |                                   |                                 |                                 |   |   |        |        |        |        |        |  |
|  |             | C Lock R Noguchi               | C Lock R Noguchi               | 6           | 79          |  |  |                  | C Lock R Noguchi              | C Lock R Noguchi              | 2                             | 2                     |   |     |            |                                   |                                   |                                 |                                 |   |   |        |        |        |        |        |  |
|  | WC          | C Duhan D Javia                | 3                              | 6           | [11]        |  |  | 2                | J Nedunchezhiyan VS Prashanth | J Nedunchezhiyan VS Prashanth | 6                             | 6                     |   |     |            |                                   |                                   |                                 |                                 |   |   |        |        |        |        |        |  |
|  | 2           | J Nedunchezhiyan VS Prashanth  | 6                              | 3           | [13]        |  |  |                  |                               |                               |                               |                       |   |     |            |                                   |                                   |                                 |                                 |   |   |        |        |        |        |        |  |